# A3 챔피언스컵
A3 챔피언스컵(A3 Champions Cup)은 동아시아 지역의 세 나라, 대한민국, 일본, 중국의 각 프로 축구 리그 우승 팀들이 모여 최강자를 가리는 대회이다.
2003년부터 2007년까지 매년 개최되었다. 2008년 대회는 하계 올림픽 축구와 AFC 챔피언스리그의 일정과 맞출 수 없다는 판단 때문에 열리지 않았다. 한편 AFC 챔피언스리그의 확대 및 개혁의 결과로 더 이상 이 대회의 필요성이 없어진 것이 아니냐는 일각의 지적이 끊이지 않았다. 이런 배경이 있는데다 설상가상으로 2008년 9월에 스폰서가 도산하면서 폐지되었다.

## 대회 명칭
"A3"라는 대회 이름의 "A"는 "Asia", "3"는 "대한민국, 일본, 중국"의 세 나라를 가리키는 말이다.

## 참가 자격
각 리그의 우승 팀들만이 참가할 수 있었으며, 개최국에서는 리그 컵 우승 팀이나 리그 준우승 팀 한 팀이 더 참가하여 총 네 팀이 참가했다. 2008년 대회는 대한민국에서 개최될 예정이었지만 경기 일정 문제 등으로 인해 개최되지 못했다.

## 역대 결과
| 연도   | 개최지                                    | 우승               | 준우승               | 3위                            | 4위            |
| ------ | ----------------------------------------- | ------------------ | -------------------- | ------------------------------ | -------------- |
| 2003년 | 일본 도쿄도 국립 가스미가오카 육상 경기장 | 가시마 앤틀러스†   | 다롄 스더            | 성남 일화 천마                 | 주빌로 이와타  |
| 2004년 | 중국 상하이시 훙커우 축구장               | 성남 일화 천마     | 요코하마 F. 마리노스 | 상하이 선화                    | 상하이 궈지†   |
| 2005년 | 대한민국 서귀포시 제주월드컵경기장        | 수원 삼성 블루윙즈 | 포항 스틸러스†       | 요코하마 F. 마리노스           | 선전 젠리바오  |
| 2006년 | 일본 도쿄도 국립 가스미가오카 육상 경기장 | 울산 현대 호랑이   | 감바 오사카          | 제프 유나이티드 이치하라 지바† | 다롄 스더      |
| 2007년 | 중국 지난 시 지난 올림픽 스포츠 센터      | 상하이 선화†       | 산둥 루넝            | 우라와 레드 다이아몬즈         | 성남 일화 천마 |

- †: 개최국에서 특별 지명으로 참가한 클럽.

## 국가별 기록
| 구분          | 우승                   | 준우승           | 3위                     | 4위                     |
| ------------- | ---------------------- | ---------------- | ----------------------- | ----------------------- |
| K리그         | 3회 (2004, 2005, 2006) | 1회 (2005^)      | 1회 (2003)              | 1회(2007)               |
| J리그         | 1회 (2003^)            | 2회 (2004, 2006) | 3회 (2005, 2006^, 2007) | 1회 (2003)              |
| 중국 슈퍼리그 | 1회 (2007^)            | 2회 (2003, 2007) | 1회 (2004)              | 3회 (2004^, 2005, 2006) |

- ^: 개최국에서 특별 지명으로 참가한 클럽의 기록.